# Punti Glp VII
Punti Glp VII is een bestuurslaag in het regentschap Aceh Utara van de provincie Atjeh, Indonesië. Punti Glp VII telt 206 inwoners (volkstelling 2010).